# Fibromyalgiförbundet
Fibromyalgiförbundet är ett svenskt patientförbund för fibromyalgi, en kronisk smärtsjukdom med generell, utbredd, kronisk smärta och trötthet/utmattning som huvudsymptom. Det arbetar för att samhället genom medicinska, sociala och ekonomiska åtgärder ska underlätta situationen för personer med fibromyalgi. Förbundet vill också ge alla med sjukdomen full delaktighet och jämlikhet i samhället. Förbundet vill också öka kunskapen hos sjukvård, försäkringskassa, kommun och allmänhet. En viktig uppgift är bland annat att initiera mer forskning om fibromyalgi. 
1998 bildades Sveriges Fibromyalgiförbund, SFF, som 2013 bytte namn till Fibromyalgiförbundet.  Förbundet har cirka 4 000 medlemmar och runt ett 40-tal lokalföreningar. Förbundets kansli ligger i Göteborg.
Förbundet är medlem i Funktionsrätt Sverige och internationellt i ENFA, ett europeiskt samarbetsorgan för fibromyalgiförbund,
PAE – Pain Alliance Europe, en europeiskt smärtallians, MYOPAIN, en internationell organisation, som ägnar sig åt att sprida information om smärtstörningar som har med mjukvävnader att göra, samt
IASP, världens största tvärvetenskapliga internationella organisation inom området smärta.